# Portrait de la mère de l'artiste
Le Portrait de la mère de l'artiste est un tableau réalisé par le peintre néerlandais Vincent van Gogh en octobre 1888 à Arles, dans les Bouches-du-Rhône, en France. Cette huile sur toile est un portrait en buste de la mère de l'artiste exécuté à partir d'une photographie envoyée par sa sœur Wilhelmina. Passée entre les mains d'Ambroise Vollard, elle est conservée au Norton Simon Museum, à Pasadena, en Californie, aux États-Unis.